# Kasprzyk (nazwisko)

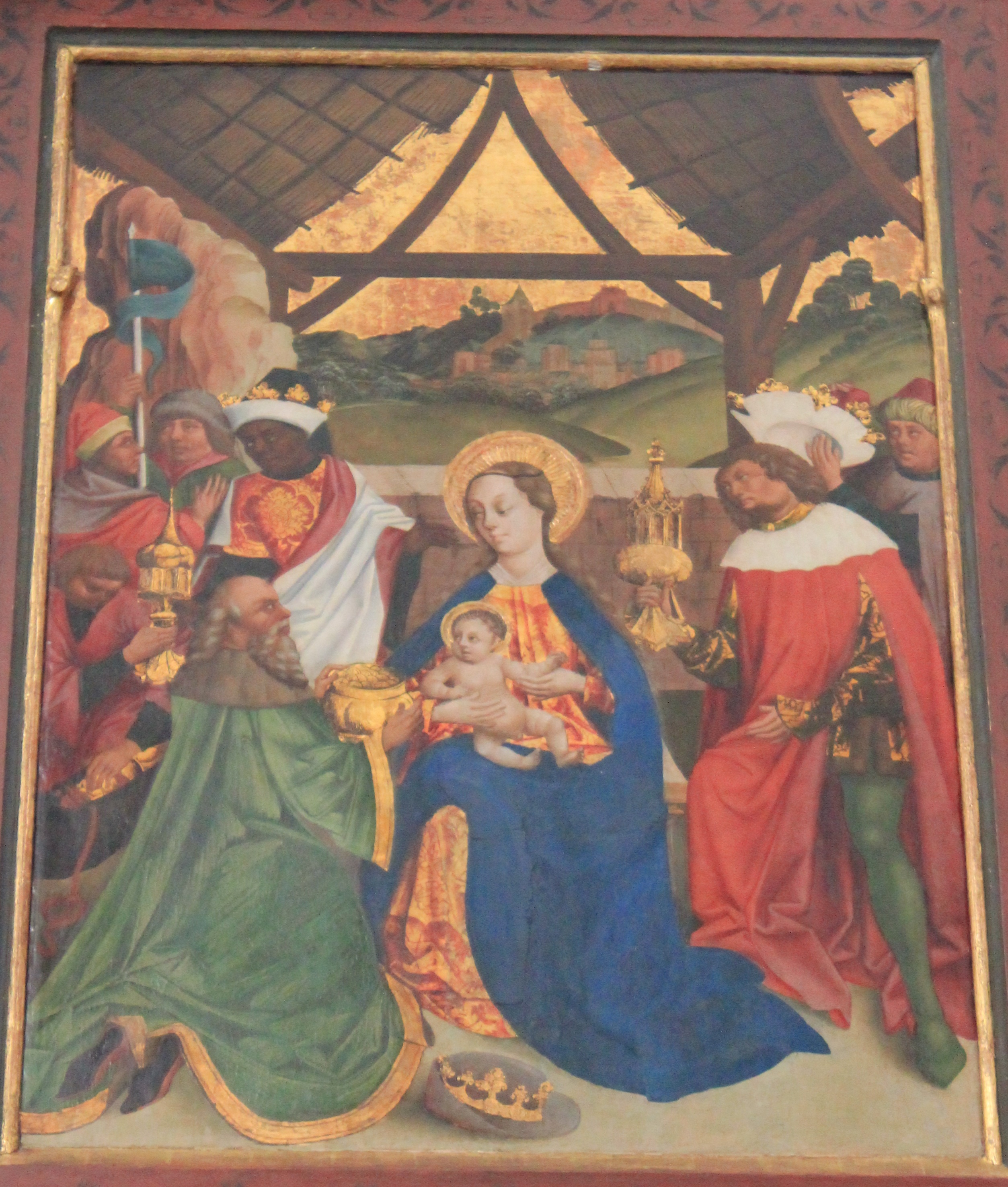
Według tradycji Kasper (Caspar, Gaspar, Kacper) to imię jednego z trzech mędrców z Nowego Testamentu, który miał podążać za Gwiazdą Betlejemską, przybyć do miejsca narodzin Jezusa Chrystusa, złożyć mu hołd i ofiarować dary.

Kasprzyk – polskie nazwisko występujące głównie w województwie małopolskim.

## Pochodzenie nazwiska
Nazwisko wywodzące się od Kaspra, imienia notowanego w Polsce od XIV w., pochodzącego od perskiego ganzabara („stróż skarbca”) od *ganzah (“skarb”) + *barah (“brzemię”), od praindoeuropejskiego *bʰer- („brać”). Tę samą etymologię posiadają nazwy geograficzne Kasprowy Wierch i osiedle Kasprusie w Zakopanem oraz biblijny Kasper. Najczęstsze występowanie nazwiska odnotowuje się w Krakowie.

## Znane osoby noszące nazwisko
- Ewa Kasprzyk (lekkoatletka) – wybitna polska sprinterka, olimpijka
- Ewa Kasprzyk (aktorka) – polska aktorka
- Irena Kasprzyk – polska szachistka, olimpijka
- Jan Józef Kasprzyk – polski historyk, działacz społeczny
- Marian Kasprzyk – polski bokser, olimpijczyk
- Stanisław Kasprzyk (hokeista) – polski hokeista na trawie, olimpijczyk
- Stanisław Kasprzyk – polski żołnierz, pedagog
- Tomasz Kasprzyk – polski dziennikarz
- Jacek Kaspszyk vel Kasprzyk – polski dyrygent

## Warianty nazwiska
Kasper, Kaspar, Kasprzak, Kasparian, Kasparek, Kasperek, Kasprowicz, Kasperski, Kasprack, Kaspari,  Kasperczyk, Kasprzycki 